# Woree
Woree è un sobborgo di Cairns, Queensland, Australia. Ha una popolazione di 4 821 abitanti.